# Úštěk
Úštěk (en allemand : Auscha) est une ville du district de Litoměřice, dans la région d'Ústí nad Labem, en Tchéquie. Sa population s'élevait à 2 944 habitants en 2021.

## Géographie
La ville d'Úštěk se trouve à 17 km au sud-est de Litoměřice, à 23 km au sud-est d'Ústí nad Labem et à 58 km au nord-ouest de Prague.
La commune est limitée par Verneřice et Žandov au nord, par Kravaře, Blíževedly et Tuhaň à l'est, par Snědovice et Hoštka au sud, et par Drahobuz, Liběšice, Levín et Lovečkovice à l'ouest.

## Histoire
Úštěk a été fondée au milieu du XIe siècle et a obtenu son autonomie urbaine en 1361. Elle a été au centre de la culture et du commerce du houblon en Bohême.

## Administration
La commune se compose de dix-neuf quartiers :
- Bílý Kostelec
- Brusov
- Dolní Vysoké
- Držovice
- Dubičná
- Habřina
- Kalovice
- Konojedy
- Lhota
- Ličenice
- Lukov
- Ostré
- Rašovice
- Robeč
- Rochov
- Starý Týn
- Tetčiněves
- Úštěk
- Vědlice

## Patrimoine
Le centre-ville, qui compte de nombreuses maisons dans le style baroque tardif, est une zone protégée. Úštěk a servi de cadre au tournage de films. Dans le centre historique, chaque année au début d’août, se tient une foire traditionnelle, ainsi que d’autres événements organisés par des associations de bénévoles.

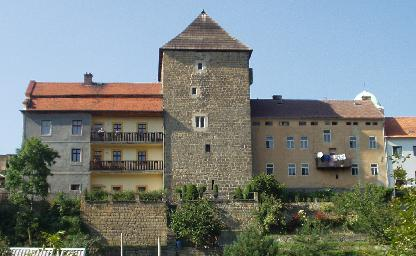
Tour Pikart, sur les fortifications de la ville (1428).
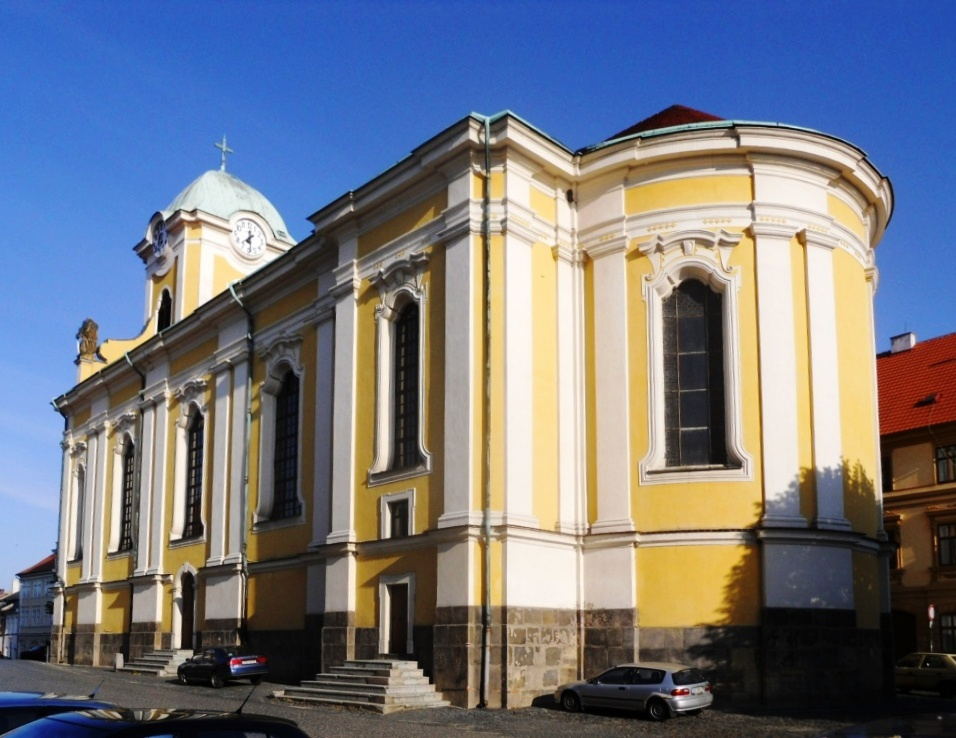
Église Saints-Pierre-et-Paul (1764-1772).

### Patrimoine civil
- Château gothique datant du XIVe siècle, reconstruit plus tard en résidence et brasserie.
- Nombreuses maisons médiévales sur la place, dont certaines avec des arcades et des gables.
- Ptačí domky (Les maisons d’oiseaux), petites maisons pittoresques perchées sur le rocher surplombant la vallée (sud-ouest de la ville).
- Tour de Pikartská, partie significative des fortifications (1428), aujourd'hui utilisée comme salle d’exposition.

### Patrimoine religieux
- Église Saints-Pierre-et-Paul de style baroque tardif des années 1764–1772, nef unique et galeries latérales. Une seule tour sur la façade. La peinture de l’autel principal date de 1656 et est attribuée à Karel Škréta.
- Sur la place, bâtiment du doyenné datant de 1722 et attribué à l’architecte de Litoměřice, Octavio Broggio.
- Synagogue dans la rue Podskalská de 1794, restaurée en 2011.
- Cour des jésuites.
- Chapelle de la Sainte-Trinité (au cimetière) datant de 1670.
- Calvaire baroque. Situé à Ostré, faubourg de la ville, il domine sur la colline à 398 mètres. C'est un lieu de pèlerinage.

### Patrimoine naturel
Au sud de la ville se trouve réserve naturelle Na Černčí, créée pour protéger les espèces végétales menacées de cette région de collines, et notamment les orchidées dont le territoire est très riche.

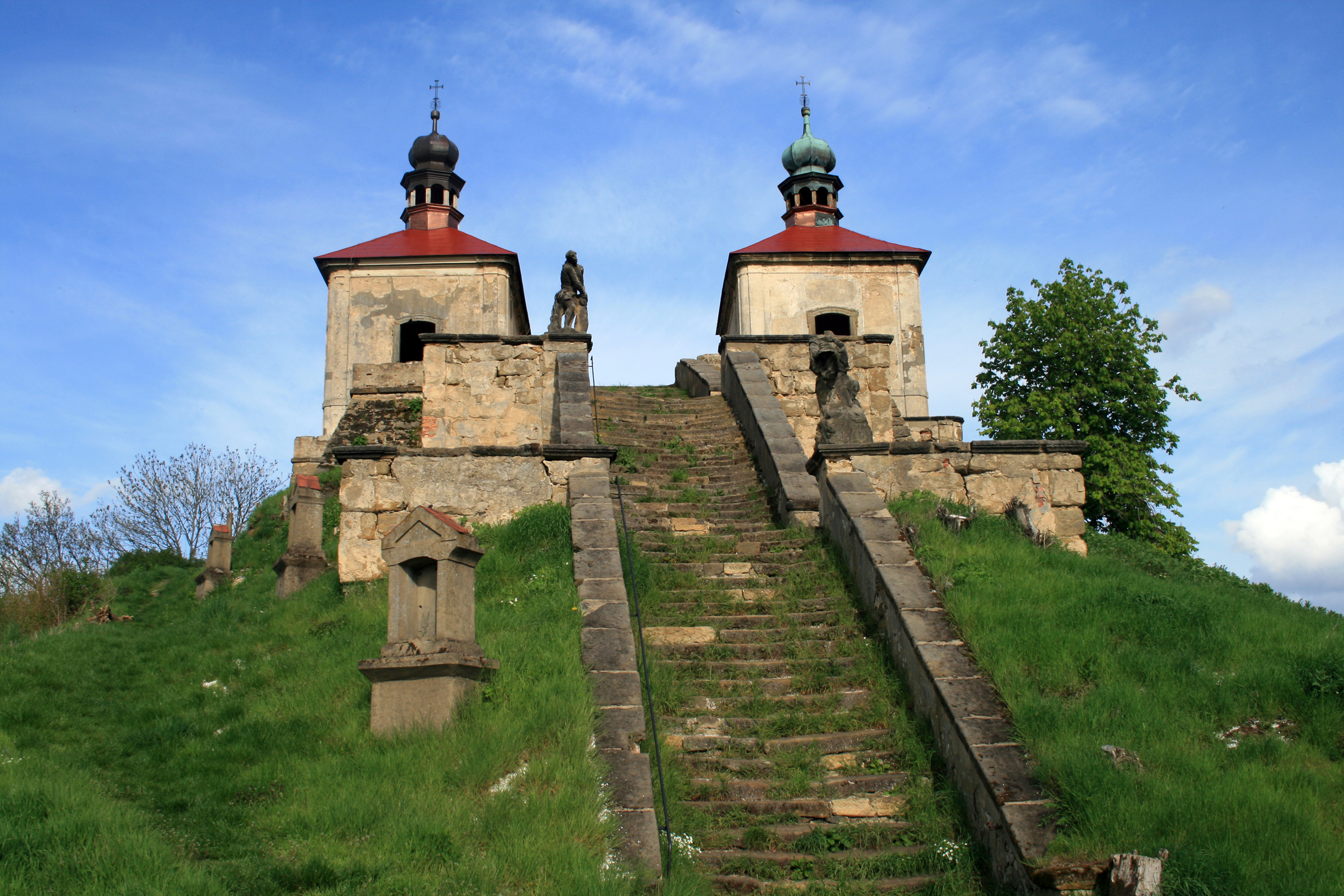
La calvaire Baroque à Ostré
"Ptačí domky"
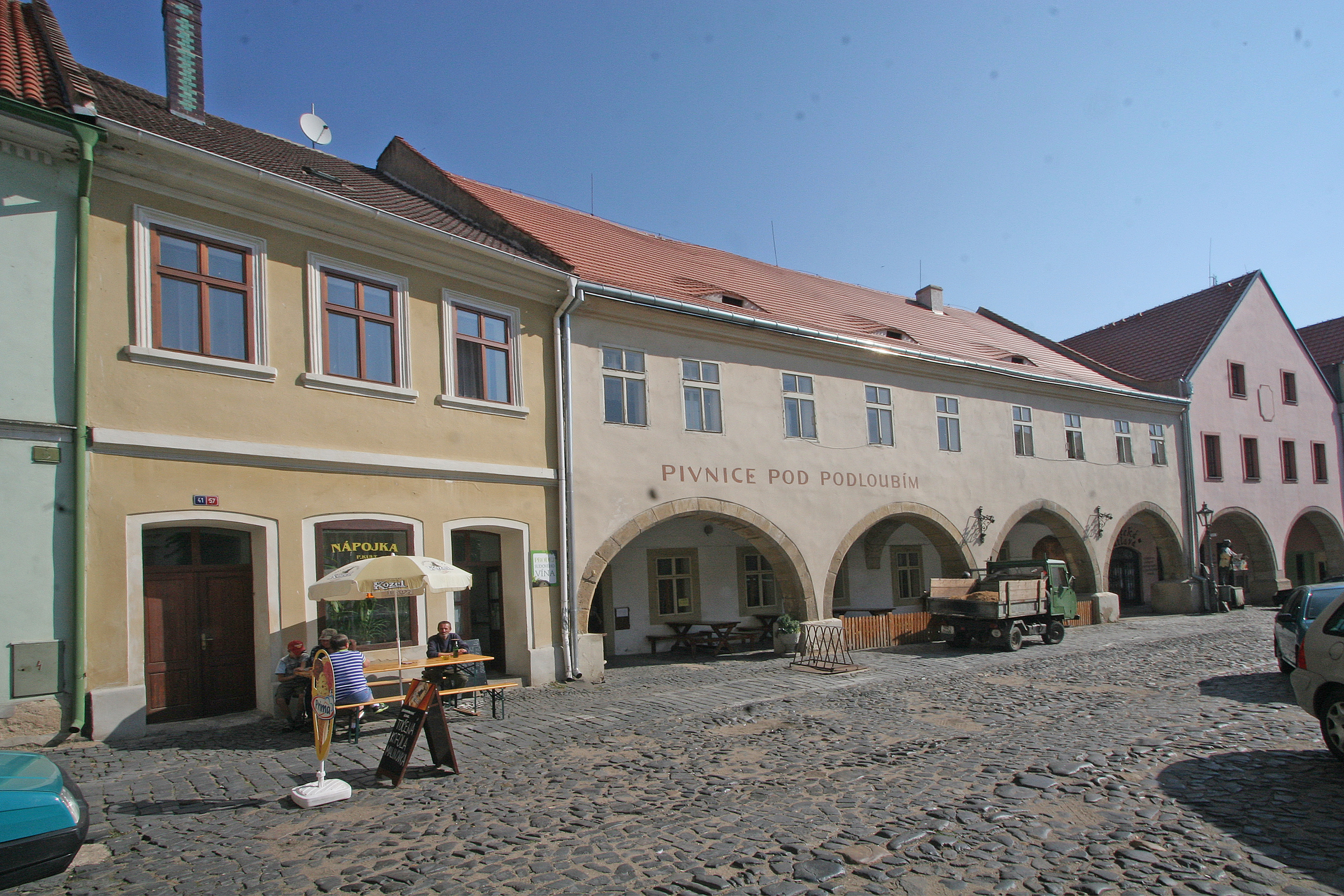
Maisons médiévales à arcades sur la place